# Аеродром Дананг
Међународни аеродром Дананг (вијет Sân bay quốc tế Đà Nẵng, Cảng hàng không quốc tế Đà Nẵng) је аеродом лоциран у општини Дананг, Вијетнам.
Највише авиосаобраћаја се одвија према Хо Ши Мину, Ханоју, На Ђангу, Да Лату, Буон Ме Туоту, Плеику, Куинену, Сингапуру, Гуангџоу и Тајпеју.